# Screencheat
A Screencheat first-person shooter videójáték, melyet a Samurai Punk fejlesztett és a Surprise Attack jelentetett meg. A játék 2014 októberében jelent meg Microsoft Windows, OS X és Linux, illetve 2016 márciusában PlayStation 4 és Xbox One platformokra. A játékot 2018 novemberében Screencheat: Unplugged címmel Nintendo Switch-re is átírták, feljavított grafikával és felújított kezelőfelülettel.

## Játékmenet
A Screencheat többjátékos-orientált first-person shooter videójáték, melyben mindegyik játékos szereplőmodellje láthatatlan. A képernyőn az összes játékos nézőpontja látható, ezzel bátorítva a játékosokat az ellenfeleik pozíciójának lelesésére. A pályák élénk színekkel vannak borítva, hogy könnyebben meg lehessen állapítani a játékosok helyzetét.
A Screencheat több különböző játékmódot tartalmaz. Bizonyos módok, így a Deathmatch, a King of the Hill vagy a Capture the Fun (a klasszikus Capture the Flag mód változata, ahol a játékosok egy zászló helyett egy piñata birtoklásáért harcolnak) a többjátékos first-person shooterek alapelemei. A játékban néhány egyedi játékmód is szerepel, mint például a One Shot, ahol a játékosok csak egyszer használhatják a fegyverüket és egy bizonyos ideig nem tudnak újratölteni, illetve a Murder Mystery, ahol a játékosoknak egy meghatározott fegyverrel kell megölniük egy bizonyos ellenfelet.

## Fejlesztés és megjelenés
A Screencheatet az ausztrál székhelyű Samurai Punk fejlesztette és a Surprise Attack jelentette meg. A játék alapötletével a 2014-es Global Game Jam rendezvény során álltak elő, ahol az több díjat és elismerést is kapott. A játék 2014. október 21-én jelent meg Microsoft Windows, OS X és Linux platformokra. A hivatalos megjelenés előtt, 2014. augusztus 4. és 2014. szeptember 3. között egy ingyenes bétaidőszakot is tartottak. A játék PlayStation 4- és Xbox One-átirata 2016. március 1-jén jelent meg.

## Fogadtatás
| Összegzőoldal | Értékelés                             |
| ------------- | ------------------------------------- |
| Metacritic    | 72/100 (XBO) 71/100 (PC) 69/100 (PS4) |

A játék a Metacritic gyűjtőoldal adatai szerint „megosztott vagy átlagos” kritikai fogadtatásban részesült. A kritikusok dicsérték a játékot, amiért képes volt egyetlen egyedi ötlet köré élvezetes élményt felépíteni, azonban a összetettség hiányát és a korlátozott újrajátszhatóságot már kritizálták.

## Fordítás
- Ez a szócikk részben vagy egészben  a   Screencheat című angol Wikipédia-szócikk ezen változatának fordításán alapul.  Az eredeti cikk szerkesztőit annak laptörténete sorolja fel. Ez a jelzés csupán a megfogalmazás eredetét és a szerzői jogokat jelzi, nem szolgál a cikkben szereplő információk forrásmegjelöléseként.